# مرغ‌های مگس
مرغ‌های مگس (به لاتین: Trochilidae)، که با نام‌های مرغ مگس‌خوار یا مگس‌مرغ‌ها پرنده مگسی، مرغ زرین‌پر و مرغ زمزمه‌گر نیز شناخته می‌شوند، خانواده‌ای از پرندگان از راستهٔ بادخورک‌سانان است. حدود ۳۶۰ گونه از این پرندگان شناسایی شده است. اکثر مگس‌مرغ‌ها بومی قارهٔ آمریکا هستند و در سراسر این قاره از آلاسکا تا تیرا دل فوئگو در جنوب آرژانتین یافت می‌شوند. اکثر این گونه‌ها در مناطق گرمسیر آمریکا پراکندگی دارند. آن‌ها جزو کوچک‌ترین پرندگان هستند و بیشتر گونه‌ها به درازای ۷٫۵ تا ۱۳ سانتی‌متر (۳–۵ اینچ) هستند. کوچک‌ترین گونهٔ موجود از این پرندگان، مگس‌مرغ زنبوری به درازای ۵ سانتی‌متر (۲ اینچ) و به وزنی کمتر از ۲ گرم (۰٫۰۷ اونس) است. بزرگ‌ترین آن‌ها نیز مگس‌مرغ غول‌پیکر با طول ۲۴ سانتی‌متر و وزنی معادل ۱۸ تا ۲۴ گرم است.
صدای بال‌های آن‌ها با فرکانس‌های بالا برای انسان قابل شنیدن می‌شود. آن‌ها در هوای میانه به کمک سرعت سریع بال‌زدن شناور می‌شوند. سرعت بال زدن در بزرگ‌ترین گونهٔ این پرنده از حدود ۱۲ ضربه در ثانیه متغیر است و در برخی از کوچک‌ترین‌ها به بیش از ۸۰ ضربه در ثانیه رسیده است. سرعت برخی از گونه‌ها در تونل‌های بادی اندازه‌گیری شده است و حداکثر سرعت آن‌ها از ۱۵ متر در ثانیه (۵۴ کیلومتر در ساعت) تجاوز می‌کند. بعضی از گونه‌ها در هنگام جفت‌یابی، می‌توانند با سرعت بیش از ۲۳ متر بر ثانیه یا ۸۳ کیلومتر در ساعت شیرجه بزنند. میانگین دفعات تپش قلب مگس‌مرغ حدود ۱٬۲۶۰ بار در دقیقه است.
مگس‌مرغ‌ها بالاترین میزان سوخت‌وساز پایه را در میان جانوران خون‌گرم دارند. به منظور حفظ انرژی در زمان‌هایی که غذا کم است یا شبانگاه که به دنبال تغذیه نمی‌روند، به وضعیتی به نام کندی (وضعیتی مانند خواب زمستانی) می‌روند و نرخ سوخت‌وساز پایه، تا یک پانزدهم میزان طبیعی کاهش می‌یابد.
گوگل از این نام استفاده کرده است و در سال ۲۰۱۳ الگوریتمی را به نام همین پرنده نامگذاری کرده است که کارش تضمین انطباق نتایج با آنچه کاربر انتظار دارد می‌باشد.

## فرگشت
تبارنامهٔ مگس‌مرغ که با واکاوی ۲۸۳ گونه از ۳۳۸ گونه شناخته شدهٔ جهان به‌دست آمده است نشان می‌دهد که از ۲۲ میلیون سال پیش تنوع سریعی اتفاق افتاده است. مگس‌مرغ‌ها به هفت شاخهٔ اصلی تقسیم می‌شوند، Topazes, Hermits, Mangoes, Brilliants, Coquettes, Patagona, Mountain Gems, Bees و Emeralds که رابطهٔ آن‌ها را به شهد گیاهان گلدار و همچنین ادامهٔ گسترش آن‌ها به مناطق نو تعریف می‌کند.
از آنجا که همهٔ مگس‌مرغ‌ها برای سوخت‌رسانی به متابولیسم بالا و همچنین پرواز شناورشان، به شهد گل‌ها وابسته‌اند، تغییرات گل‌ها و شکل نوک این مرغان، باعث به وجود آمدن گونه‌ها و گیاهان نویی شده است، چنانچه ۱۴۰ گونه از مگس‌مرغ در یک منطقه ویژه مانند آند می‌توانند هم‌زیستی کنند.

## رژیم غذایی
برای تغذیه، مگس‌مرغ حشرات گوناگونی چون پشه‌ها، مگس‌های میوه‌ای، شتههای برگ‌ها و عنکبوت‌ها را می‌خورند. منقار تحتانی آن‌ها انعطاف‌پذیر است و می‌تواند ۲۵ درجه خم شود و سطح بیشتری برای شکار حشرات ایجاد کند. مگس‌مرغ‌ها می‌توانند در میان ازدحام حشرات برای تسهیل تغذیه معلق بمانند.
مگس‌مرغ‌ها، شهد و مایع شیرین درون گلهای ویژه را می‌نوشند. همانند زنبورها، آن‌ها می‌توانند اندازهٔ شکر شهد را ارزیابی کنند. معمولاً گل‌هایی که شهدی با شیرینی کمتر از ۱۰٪ تولید می‌کنند را نمی‌پسندند و گل‌هایی با شهد شیرین‌تر را ترجیح می‌دهند. شهد مخلوطی از گلوکز، فروکتوز و ساکارز است و منبع ضعیفی از مواد مغذی است و مگس‌مرغ نیاز دارد تا با مصرف حشرات، نیازهای غذایی خود را برطرف کنند.

### زبان
زبان مگس‌مرغ مانند یک ریزپمپ عمل می‌کند و با این زبان شهد را به سرعت درمی‌کشند.

## زادآوری
بر اساس اطلاعات موجود، مگس‌مرغ‌های نر در ساخت آشیانه، مشارکت نمی‌کنند. آشیانه‌ها معمولاً ظاهری مشابه فنجان داشته و بر روی شاخه‌های درختان و بوته‌ها ساخته می‌شوند. اندازه آشیانه، در گونه‌های مختلف متفاوت است. برخی آشیانه‌ها اندازه‌ای معادل نصف یک گردو دارند و آشیانه در گونه‌های بزرگ‌تر، تا چندین سانتی‌متر قطر دارد. بسیاری از گونه‌ها از ابریشم عنکبوت و گلسنگ‌ها، برای چسباندن مواد گیاهی و استحکام آشیانه استفاده می‌کنند. پرندهٔ ماده، دو تخم سفیدرنگ گذاشته و برتخم‌نشینی، بر اساس نوع گونه و دمای آشیانه و میزان رسیدگی پرندهٔ ماده، از ۱۴ تا ۲۳ روز ادامه خواهد داشت. پس از به دنیا آمدن جوجه‌ها، پرندهٔ ماده آن‌ها را با شهد گل‌ها و بندپایان کوچک تغذیه می‌کند. جوجه‌ها، ۱۸ تا ۲۲ روز در آشیانه باقی مانده و سپس از آن خارج می‌شوند و خود، تغذیه را آغاز می‌کنند. پرندهٔ ماده ممکن است تا ۲۵ روز دیگر نیز، غذا دادن به جوجه‌ها را ادامه دهد.
- ویدیوی ساخت آشیانه یک مرغ مگس در باغ‌وحش سن دیگو

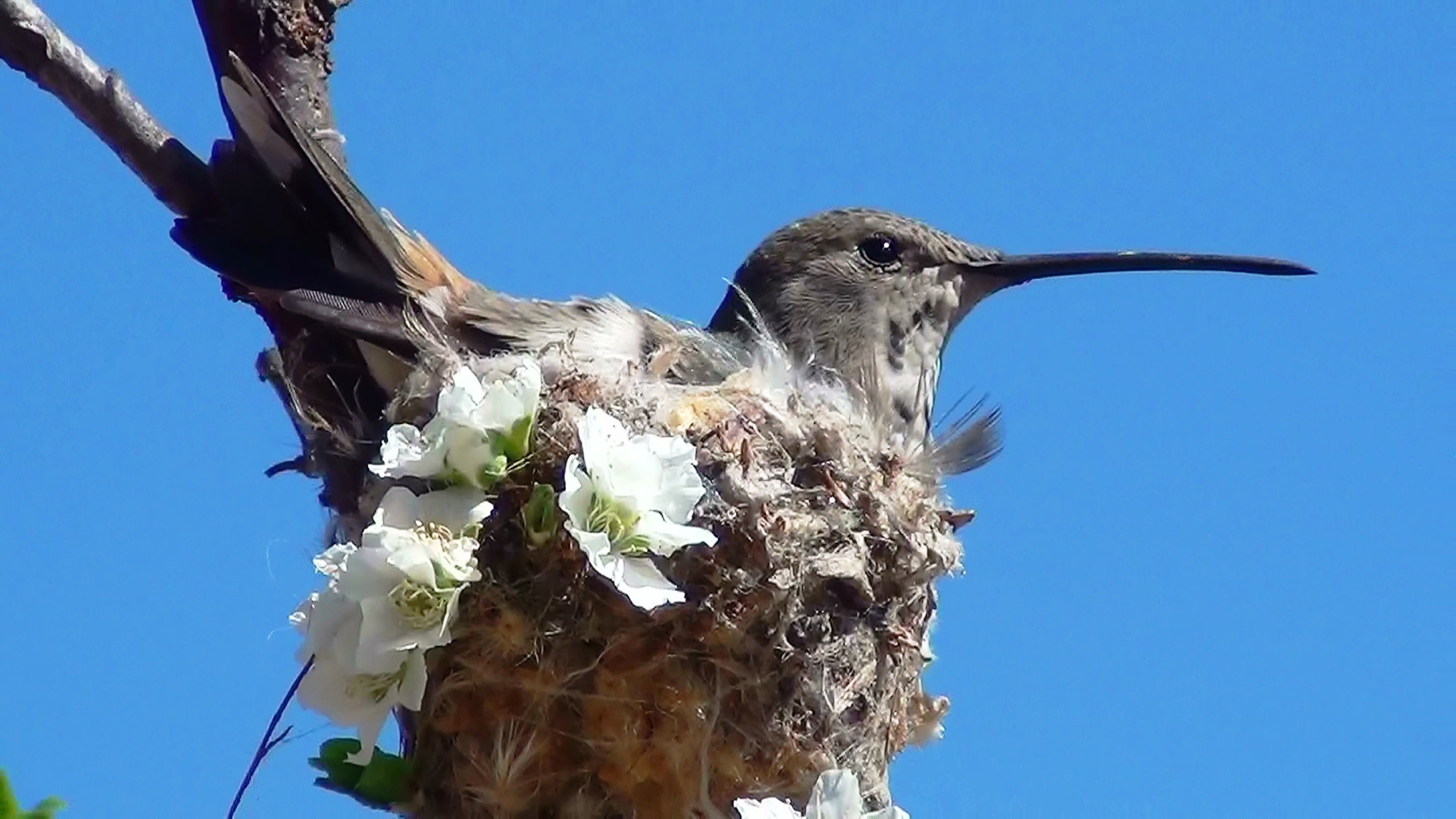
برتخم‌نشینی مرغ مگس در کوپیاپو، شیلی
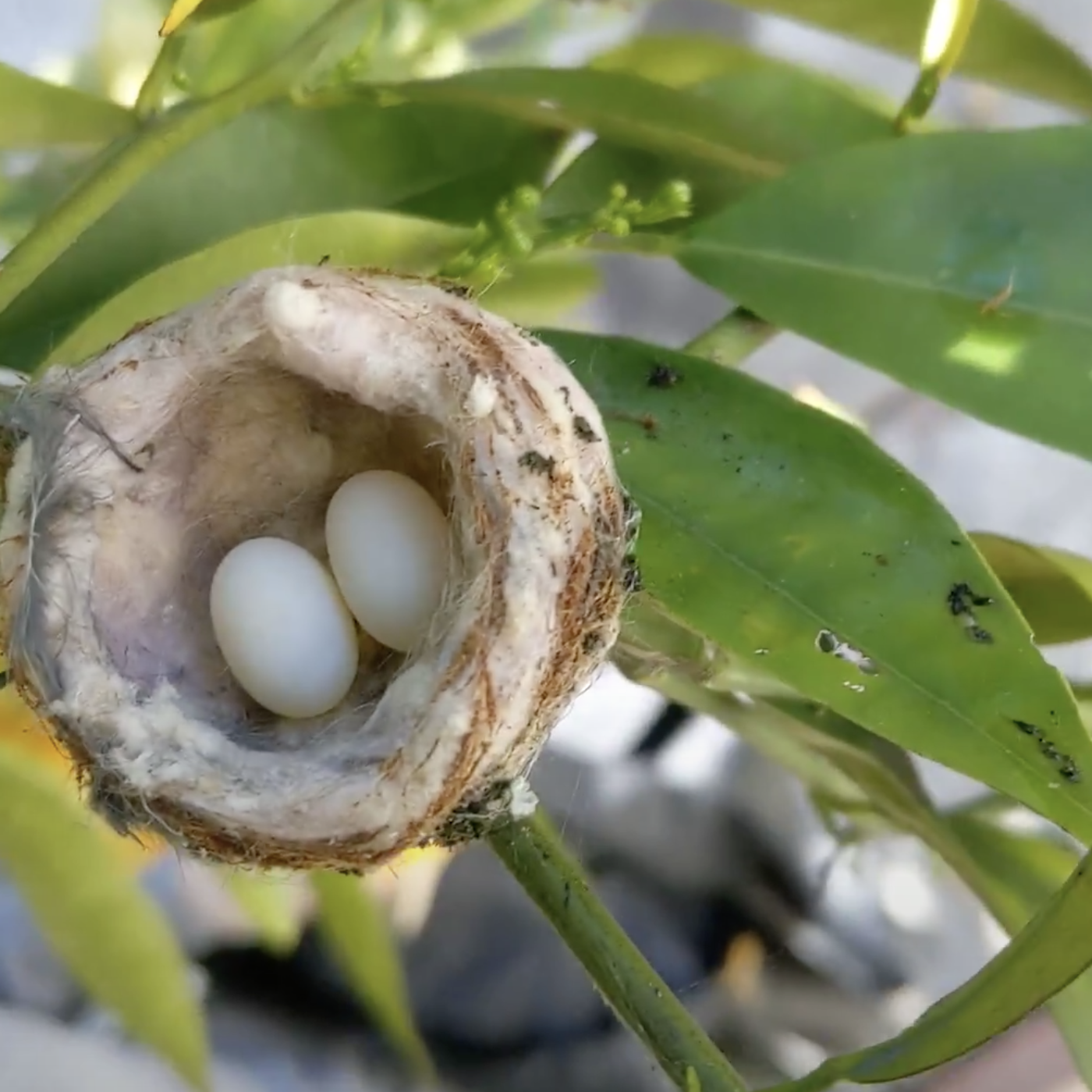
آشیانه و تخم‌ها در سن خوزه، کالیفرنیا
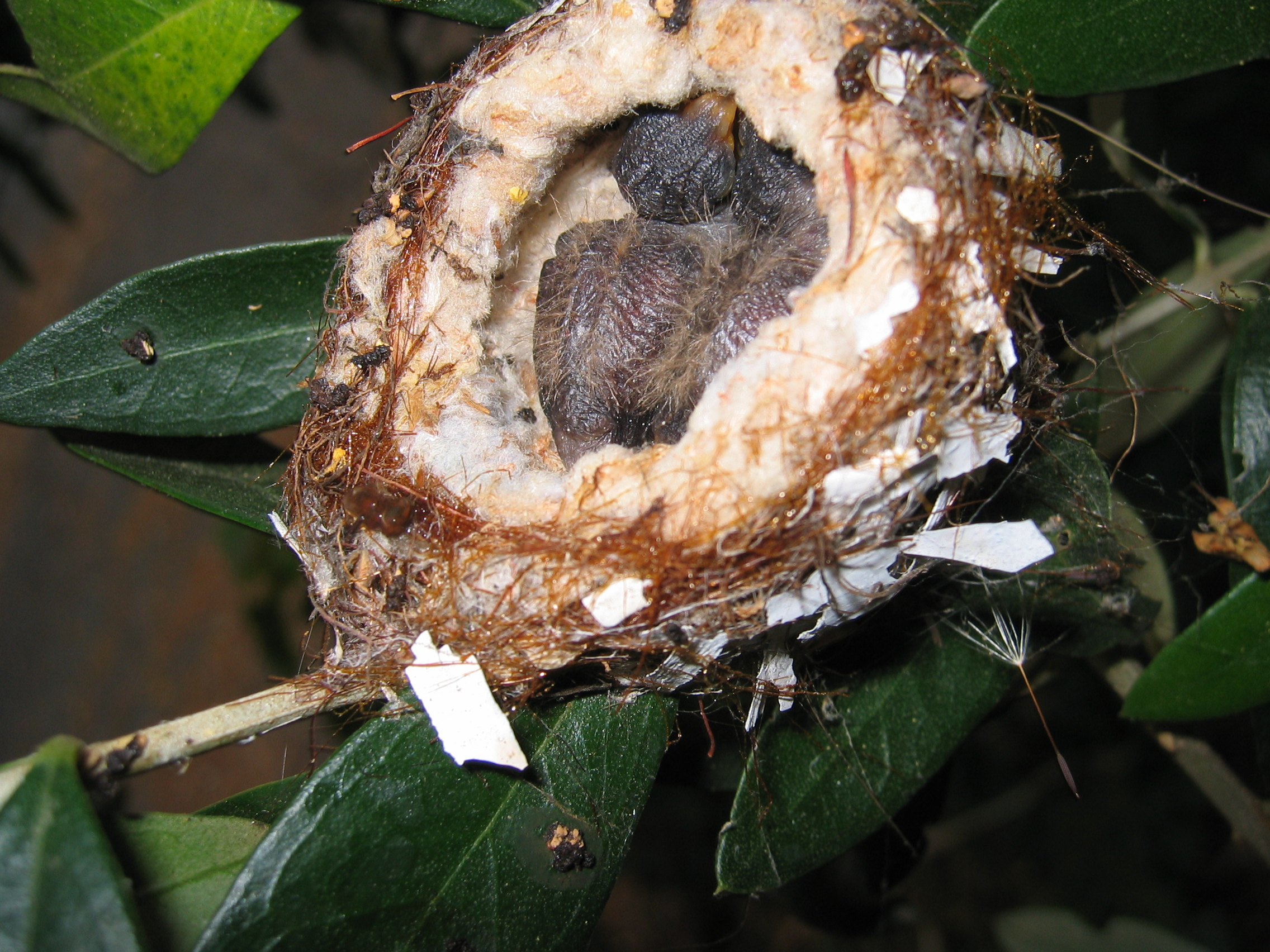
آشیانه و جوجه‌ها در سنتا مونیکا، کالیفرنیا
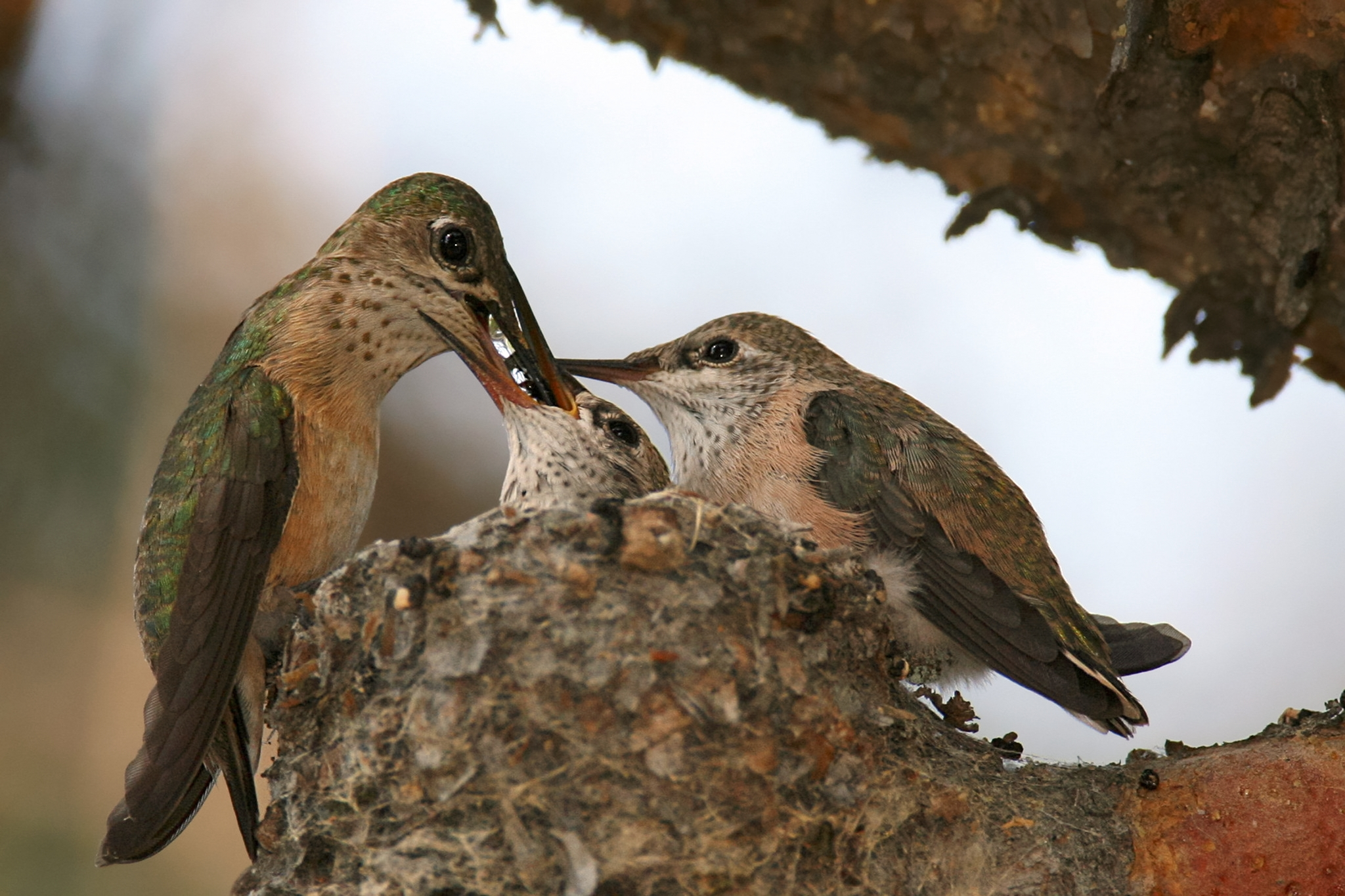
تغذیهٔ دو جوجه در پارک ملی گراند تیتون
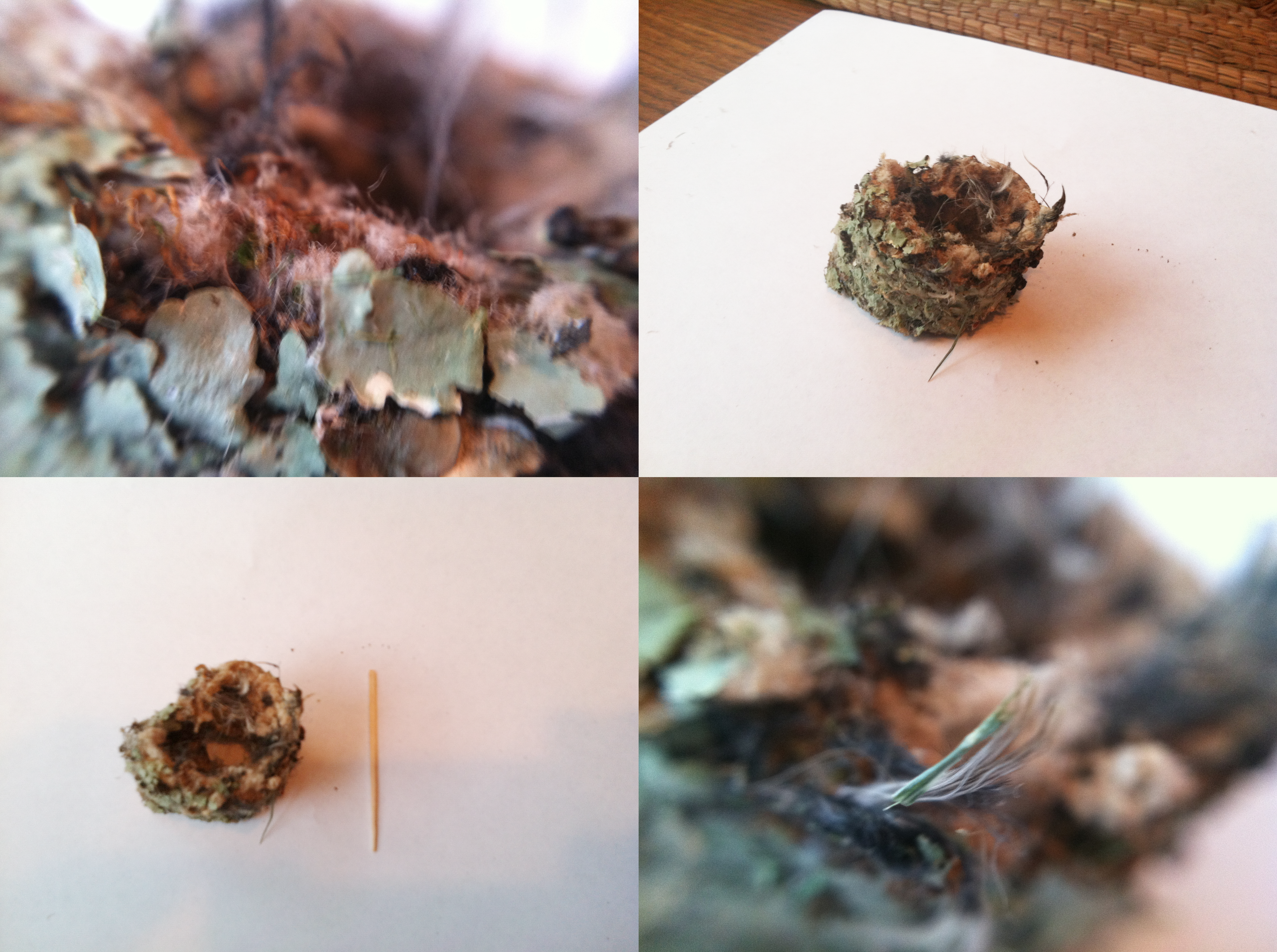
آشیانهٔ تخریب شده مگس‌مرغ آنا در شهرستان ونچورا، کالیفرنیا و مقایسهٔ آن با اندازهٔ یک خلال دندان

## درازای عمر
مگس‌مرغ در مقایسه با موجودات زنده‌ای با چنین متابولیسم سریعی دارای درازای عمر بالایی هستند. گرچه بسیاری در درازای سال اول زندگی خود می‌میرند، به ویژه در دورهٔ آسیب‌پذیر میان جوجه‌کشی و یادگیری پرواز، کسانی که زنده مانده‌اند گاهی یک دهه یا بیشتر زندگی می‌کنند. در میان گونه‌های شناخته شدهٔ آمریکای شمالی، درازای عمر میانگین احتمالاً ۳ تا ۵ سال است. برای مقایسه، حشره‌خوارهای کوچک‌تر که جزو کوچک‌ترین پستانداران هستند، به ندرت بیش از ۲ سال عمر می‌کنند.